# Ногайцев, Иван Николаевич
Иван Николаевич Ногайцев (6 января 1917 — 18 декабря 1996) — передовик советского сельского хозяйства, главный зоотехник свиноводческого совхоза «Кубанец» Тимашёвского района Краснодарского края, Герой Социалистического Труда (1966).

## Биография
Родился 6 января 1917 году на территории современной Воронежской области в русской крестьянской семье. В возрасте пятнадцати лет в городе Анапе ему была сделана сложная медицинская операция на позвоночнике. Длительное время он передвигался на костылях. 
В 1940 году завершил обучение в Ставропольском сельскохозяйственном институте получил специальность «зоотехник» и был направлен работать в животноводческий совхоз имени 5-летия Удмуртской Автономной Республики недалеко от города Ижевска. Его трудовые достижения позволили совхозу стать рентабельным хозяйством, которое ежегодно стало выполнять планы поставки государству мясной продукции.
После завершения войны Ногайцев вернулся на Кубань. В 1946 году стал работать зоотехником в свиносовхозе «Щербиновский», а в 1951 году перешёл на работу главным зоотехником в свиносовхозе «Кубанец» Тимашёвского района. При его руководстве была создана племенная свиноферма, были завезены свиньи породы ландрас. С каждым годом совхоз «Кубань» наращивал экономический потенциал, стал занимать лидирующее место среди животноводческих хозяйств Краснодарского края.
За успехи, достигнутые в развитии животноводства, увеличении производства и заготовок мяса, молока, яиц, шерсти и другой продукции, Указом Президиума Верховного Совета СССР от 22 марта 1966 года Ивану Николаевичу Ногайцеву было присвоено звание Героя Социалистического Труда с вручением ордена Ленина и золотой медали «Серп и Молот».
Проживал на хуторе Беднягина Тимашевского района. Умер 18 декабря 1996 года.

## Награды
За трудовые успехи удостоен:
- золотая звезда «Серп и Молот» (22.03.1966)
- орден Ленина (22.03.1966)
- Медаль "За трудовую доблесть" (22.07.1953)
- другие медали.

## Память
- В сентябре 2014 году в мемориальном сквере города Тимашёвска был установлен и открыт бюст Герою.